# Melchnau
Melchnau (Bernduits: Mäuchnou) is een gemeente en plaats in het Zwitserse kanton Bern, en maakt deel uit van het district Oberaargau.
Melchnau telt 1.525 inwoners.